# Vale of Leven F.C.
Vale of Leven F.C. – szkocki klub piłkarski, mający siedzibę w mieście Alexandria na zachodzie kraju.

## Historia
Chronologia nazw:
- 1872: Vale of Leven F.C.
- 1929: klub rozformowano
- 1931: Vale Ocuba F.C.
- 1938: Vale of Leven F.C.

Piłkarski klub Vale of Leven został założony w Alexandrii 25 sierpnia 1872 roku. Nazwa klubu pochodzi od nazwy regionu gdzie znajduje się miejscowość. We wczesnych czasach szkockiej piłki nożnej, klub z Alexandrii i sąsiedni Renton F.C. byli najsilniejszymi klubami w kraju. Vale zwyciężył trzy razy z rzędu (1877, 1878 i 1879) w Pucharze Szkocji. W 1878 roku wyjechał do Anglii, gdzie pokonał 3:1 zdobywcę FA Cup Wanderers F.C. na Kennington Oval. Również wygrał Celtic Society Cup w 1879 roku.
Vale of Leven F.C. był jednym z zespołów – założycieli Scottish Football League w 1890 roku. Jednak w debiutowym sezonie 1890/91 zespół zajął przedostatnie 9.miejsce, a w następnym sezonie ostatnie 12.miejsce bez żadnej wygranej gry i spadł do Scottish Football Alliance, gdzie grał przez jeden sezon.
W latach 1893–1902 klub grał tylko w meczach towarzyskich oraz w Pucharze Szkocji. W 1905 roku z powodzeniem podjęli skuteczne działania w celu powrotu do Ligi Szkockiej, gdy Scottish Football League Second Division została rozszerzona o dwa dodatkowe miejsca. Zakończył sezony 1907 i 1909 na drugim miejscu w lidze, ale nie zakwalifikował się do First Division. W następnej dekadzie klub regularnie był w pobliżu awansu. Gdy w 1915 roku Second Division została zawieszona, klub przystąpił do Western League.
Po zakończeniu pierwszej wojny światowej Vale of Leven po raz trzeci powrócił do Ligi Szkockiej jako członek zreformowanej Second Division. Po przyzwoitym czwartym miejscu w pierwszym sezonie, klub został zdegradowany do Third Division w 1924 roku. W 1926 roku opuścił ligę, gdy okazało się, że koszty uzyskania gwarancji meczowych oraz koszty podróży przekraczały możliwości finansowe jego członków. Po sezonie w Scottish Alliance klub z powodu finansów przeniósł się do ligi lokalnej. Ciągłe problemy finansowe spowodowały, że klub został rozwiązany w 1929 roku w wyniku Wielkiego Kryzysu, który dotknął kilka klubów piłkarskich w Szkocji.
W 1931 klub został reaktywowany przez nowy zespół amatorski Vale of Leven Old Church Boys Association (znany jako Vale Ocuba). W 1938 roku zmienił nazwę na Vale of Leven F.C. i przystąpił do zreorganizowanej Scottish Football Alliance. Kiedy w grudniu 1939 roku rozgrywki zostały zawieszone z powodu wybuchu II wojny światowej, klub natychmiast przystąpił do Scottish Junior Football Association i do dziś gra w tych zawodach.

## Sukcesy

### Trofea międzynarodowe
Nie uczestniczył w rozgrywkach europejskich (stan na 31-05-2016).

### Trofea krajowe
| \| \| Zdobyte trofea w rozgrywkach Szkocji (stan na: 31-03-2017) \| |                                                            |      |                        |
| Rozgrywki                                                           | Osiągnięcie                                                | Razy | Sezon(y)               |
| · Mistrzostwo                                                       | I miejsce                                                  | 0    |                        |
| · Mistrzostwo                                                       | II miejsce                                                 | 0    |                        |
| · Mistrzostwo                                                       | III miejsce                                                | 0    |                        |
| · Mistrzostwo                                                       | 9.miejsce                                                  | 1    | 1890/91                |
| · Puchar                                                            | zdobywca                                                   | 3    | 1877, 1878, 1879       |
| · Puchar                                                            | finalista                                                  | 4    | 1883, 1884, 1885, 1890 |
| II liga                                                             | I miejsce                                                  | 0    |                        |
| II liga                                                             | II miejsce                                                 | 2    | 1906/07, 1908/09       |
| II liga                                                             | III miejsce                                                | 0    |                        |
| Szkocja                                                             | Zdobyte trofea w rozgrywkach Szkocji (stan na: 31-03-2017) |      |                        |

- Scottish Qualifying Cup:
  - zdobywca: 1909, 1937
- Celtic Society Cup:
  - zdobywca: 1879
- Scottish Junior Cup:
  - zdobywca: 1953
- Central Junior Football League:
  - mistrz Division B: 1969/70
  - mistrz Division C: 1978/79
  - mistrz Division D: 1946/47
- Evening Times Cup Winners Cup:
  - zdobywca: 1947, 1970
- Kirkwood Shield:
  - zdobywca: 1951, 1954, 1958, 1965
- Dunbartonshire Junior Cup:
  - zdobywca: 1940, 1965
- Dunbartonshire Junior Charity Cup:
  - zdobywca: 1943, 1946, 1947, 1953, 1954
- Erskine Hospital Charity Cup:
  - zdobywca: 1970

## Stadion
Klub rozgrywa swoje mecze domowe na stadionie Millburn Park w Alexandrii, który może pomieścić 3000 widzów.